# Schizotetranychus taquarae
Schizotetranychus taquarae är en spindeldjursart som beskrevs av Adilson D. Paschoal 1971. Schizotetranychus taquarae ingår i släktet Schizotetranychus och familjen Tetranychidae. Inga underarter finns listade i Catalogue of Life.